# Arrondissement administratif de Malines
L'arrondissement administratif de Malines est un des trois arrondissements administratifs de la province d'Anvers en Région flamande (Belgique). L’arrondissement a une superficie de 511,83 km2 et possède une population de 361 424 habitants.
L'arrondissement est également un arrondissement judiciaire.

## Histoire
L’arrondissement qui date de 1800 fut le troisième des trois arrondissements (en 1800) du département français des Deux-Nèthes.

## Districts/Cantons
- district de Lierre
  - Duffel
  - Lierre
- district de Malines
  - Malines
  - Puers-Saint-Amand

## Communes et leurs sections
Communes
| - Berlaar - Bonheiden - Bornem - Duffel - Heist-op-den-Berg - Lierre (Lier) - Malines (Mechelen) |

| - Nijlen - Putte - Puers-Saint-Amand (Puurs-Sint-Amands) - Wavre-Sainte-Catherine (Sint-Katelijne-Waver) - Willebroeck |

Sections
| - Beerzel - Berlaar - Bevel - Blaasveld - Bonheiden - Booischot - Bornem - Breendonk - Duffel - Gestel - Hallaar - Heffen - Heindonk - Heist-op-den-Berg |

| - Hingene - Hombeek - Itegem - Kessel - Koningshooikt - Leest - Lierre (Lier) - Liezele - Lippelo - Mariekerke - Malines (Mechelen) - Muizen - Nijlen - Oppuers (Oppuurs) |

| - Putte - Puers (Puurs) - Rijmenam - Ruisbroek - Schriek - Saint-Amand (Sint-Amands) - Tisselt - Walem - Wavre-Notre-Dame (Onze-Lieve-Vrouw-Waver) - Wavre-Sainte-Catherine (Sint-Katelijne-Waver) - Weert - Wiekevorst - Willebroeck (Willebroek) |

## Démographie
Source : Statbel